# Mühlviertler Schlossmuseum Freistadt
Zámecké muzeum kraje Mühlviertel (Mühlviertler Schlossmuseum) je muzeum v zámku, který byl ve 14. století vybudován na severovýchodním okraji města Freistadtu (česky Cáhlov). Muzeum umožňuje získat dobrý přehled o kultuře a historii kraje Mühlviertel i města Freistadtu. Zámek Freistadt byl zařazen mezi zastavení na česko-rakouské stezce po hradech a zámcích, nazvané Zemská cesta.

## Historie
Původní stavba pochází z 2. poloviny 14. století. Byla vybudována na posílení obranyschopnosti města. V 18. století byl zámek majetkem rodů Harrachů a Kinských. V roce 1798 jej koupilo město Freistadt. Zámecké muzeum byl založeno v roku 1926.

## Expozice
Rozsáhlé sbírky lze celkově rozčlenit do pěti tematických skupin:
- národopis kraje Mühlviertel
- řemesla a obchod
- historie města, běžný život v minulosti
- podmalba na skle a keramika
- historie celnictví a finančnictví

## Prostory

### Zámecká kaple
V bývalé zámecké kapli je umístěno okolo 300 podmaleb na skle, které pocházejí převážně ze Sandlu a z Pohoří na Šumavě (Buchersu). Malá obec Sandl byla v první polovině 19. století střediskem výroby podmaleb na skle, takže se označení Obrázky na skle ze Sandlu stalo odborným termínem v národopisu.

### Sloupový sál
Sloupový sál, původně stáj pro koně, byl postaven v roce 1588 a používá se jako mimořádný výstavní prostor.

### Věž
Z 50 m vysoké strážní věže se naskýtá překrásný pohled na město a jeho okolí. Ve věži se nacházejí prostory muzea, které dokumentují historii města, národopis a řemesla. Na vrcholu strážní věže se nachází původně zařízená obytná místnost a působivý ochoz ve výši 35 metrů. Zde pracoval věžník, který byl strážcem města a tvořil součást obranného systému středověkého města.